# Nephthea thujaria
Nephthea thujaria is een zachte koraalsoort uit de familie Nephtheidae. De koraalsoort komt uit het geslacht Nephthea. Nephthea thujaria werd in 1903 voor het eerst wetenschappelijk beschreven door Kükenthal. 